# Elección de Hobson

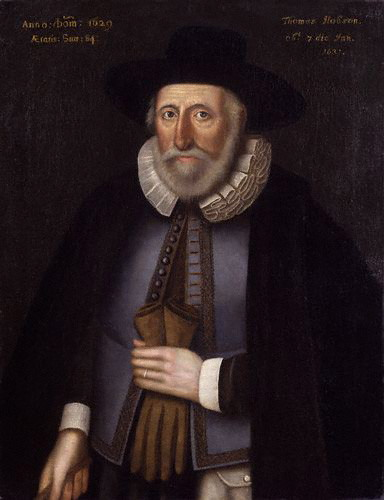
Thomas Hobson, un retrato en la National Portrait Gallery, Londres.

Una elección de Hobson es una elección libre en la que solo se ofrece una cosa.  Debido a que una persona puede negarse a aceptar lo que se le ofrece, las dos opciones son tomarlo o no tomar nada. En otras palabras, uno puede "tomarlo o dejarlo". Se dice que la frase se originó con Thomas Hobson (1544–1631), un propietario de establos en Cambridge, Inglaterra, que ofreció a los clientes la opción de tomar el caballo del puesto más cercano a la puerta o no tomar ninguno. 

## Orígenes
Según una placa debajo de una pintura de Hobson donada al Cambridge Guildhall, Hobson tenía un extenso establo de unos 40 caballos. Esto dio la apariencia a sus clientes de que, al ingresar, tendrían su elección de monturas, cuando en realidad solo había una: Hobson requería que sus clientes eligieran el caballo en el puesto más cercano a la puerta. Esto lo hizo para evitar que los mejores caballos fueran elegidos siempre, lo que habría causado que esos caballos se usaran demasiado.  El establo de Hobson estaba ubicado en un terreno que ahora es propiedad del St Catharine's College, de Cambridge.
Se dice que Henry Ford ofreció el Ford Modelo T como una opción de Hobson con el famoso dicho: "Cualquier cliente puede tener un automóvil en cualquier color siempre que sea negro".  De hecho, el automóvil se ofreció en una variedad de colores en los primeros días.
El juego del ultimátum es una forma de elección de Hobson. 

### Primeras apariciones
Según el Oxford English Dictionary, el primer uso escrito conocido de esta frase se encuentra en La alarma de rustick a los Rabbies, escrita por Samuel Fisher en 1660:"Si en este caso no hay otra salida (como dice el Proverbio) entonces se trata de la elección de Hobson ..., pregunte si tendrá esto o nada." 
 También aparece en el artículo de Joseph Addison, The Spectator (No. 509 del 14 de octubre de 1712); y en el poema de Thomas Ward de 1688 "La Reforma de Inglaterra", no publicado hasta después de la muerte de Ward.  Ward escribió: "Donde solo hay una elección, es la elección de Tis Hobson: toma eso o nada."

## Uso moderno
El término "elección de Hobson" se usa a menudo para significar una ilusión de elección, pero no es una elección entre dos opciones equivalentes, que es una bifurcación de Morton, ni una elección entre dos opciones no deseadas, que es un dilema. La elección de Hobson es una elección entre algo o nada. 
John Stuart Mill, en su libro Consideraciones sobre el gobierno representativo, se refiere a la elección de Hobson: "Cuando los individuos que componen la mayoría ya no se veán reducidos a la elección de Hobson, ya sea votando por la persona presentada por sus líderes locales o no votando en absoluto."
En otro de sus libros, El sometimiento de las mujeres, Mill habla sobre el matrimonio: "Aquellos que intentan forzar a las mujeres a contraer matrimonio cerrando todas las otras puertas contra ellas, se abren a una respuesta similar. Si quieren decir lo que dicen, su opinión debe ser evidentemente, que los hombres no hacen que la condición del matrimonio sea tan deseable para las mujeres, como para inducirlas a aceptarla por sus propias recomendaciones. No es una señal de que uno piense que la bendición que ofrece es muy atractiva, cuando se permite solo la elección de Hobson, 'eso o nada' ... Y si los hombres están determinados a que la ley del matrimonio sea una ley de despotismo, es bastante acertado en cuanto a la mera política, al dejar a las mujeres solo la elección de Hobson. Pero, en ese caso, todo lo que se ha hecho en el mundo moderno para relajar la cadena en la mente de las mujeres ha sido un error. Nunca se les debería haber permitido recibir una educación literaria."
En el libro Entre los planetas de Robert Heinlein de 1951, el personaje principal, Don Harvey, menciona incorrectamente que tiene una elección de Hobson. Mientras se encuentra en una estación espacial en órbita alrededor de la Tierra, Harvey necesita llegar a Marte, donde están sus padres. Los únicos cohetes disponibles están de regreso a la Tierra (donde él no es bienvenido) o en Venus. 
La elección de un Hobson es diferente de: 
- Dilema: una elección entre dos o más opciones, ninguna de las cuales es atractiva.
- Falso dilema: solo se consideran dos opciones, cuando en realidad hay otras.
- Trampa 22: una paradoja lógica que surge de una situación en la que un individuo necesita algo que solo puede adquirirse al no estar en esa situación.
- La bifurcación de Morton y un doble vínculo: las opciones dan resultados equivalentes y, a menudo, indeseables.
- Chantaje y extorsión: la elección entre pagar dinero (o algún bien o hecho no monetario) o el riesgo de sufrir una acción desagradable.

Un error común es usar la frase "elección hobbesiana" en lugar de "elección de Hobson", confundiendo al filósofo Thomas Hobbes con el relativamente obscuro Thomas Hobson. Es decir cuando se confunde la elección de Hobson con la trampa hobbesiana, que se refiere a la trampa en la que cae un estado cuando ataca a otro por miedo.

## Aspectos culturales
Hobson's Choice es una comedia teatral de larga duración escrita por Harold Brighouse en 1915. Al final de la obra, el personaje central, Henry Horatio Hobson, anteriormente un hombre de negocios rico y hecho a sí mismo pero ahora un hombre enfermo y quebrantado, enfrenta la desafortunada perspectiva de ser atendido por su hija Maggie y su esposo Will Mossop, quien solía ser uno de los subordinados de Hobson. Sus otras hijas se han negado a aceptarlo, por lo que no tiene más remedio que aceptar la oferta de Maggie, que viene con la condición de que debe entregar el control de todo su negocio a ella y a su esposo, Will. 
La obra fue adaptada al cine varias veces: 
- La elección de Hobson (película de 1920) de Percy Nash
- La elección de Hobson (película de 1931) de Thomas Bentley
- El Déspota (película de 1954) de David Lean
- La elección de Hobson (película de 1983) como una película para televisión.

## Ley
En el Servicio de Inmigración y Naturalización v. Chadha (1983), el juez Byron White disintió y clasificó la decisión de la mayoría de anular el "veto de una casa" como inconstitucional para dejar al Congreso con una elección de Hobson. El Congreso puede elegir entre "abstenerse [de] delegar la autoridad necesaria, dejándose así con la tarea desesperada de redactar leyes con la especificidad necesaria para cubrir un sinfín de circunstancias especiales en todo el panorama político, o alternativamente, renunciar a su función legislativa en el poder ejecutivo y la agencia independiente ". 
En Monell v. Departamento de Servicios Sociales de la Ciudad de Nueva York, 436 US 658 (1978) la sentencia del tribunal fue que: "aquí hubo un amplio respaldo a la opinión de Blair de que la Enmienda Sherman, al poner a los municipios frente a la opción de Hobson de mantener la paz o pagar daños civiles, intentó imponer obligaciones a los municipios por direccionamiento indirecto que no se podían imponer directamente, amenazando así con Destruir el gobierno de los estados". 
En el caso constitucional de Sudáfrica, MEC para la educación, Kwa-Zulu Natal y otros contra Pillay , 2008 (1) SA 474 (CC) Juez Presidente de la Corte (en el párrafo 62 de la sentencia) escribe que: "La base tradicional para invalidar las leyes que prohíben el ejercicio de una práctica religiosa obligatoria es que confronta a los adherentes con una elección de Hobson entre la observancia de su fe y la adhesión a la ley. Sin embargo, hay más en la protección de las prácticas religiosas y culturales que salvar a los creyentes de decisiones difíciles. Como se indicó anteriormente, las prácticas religiosas y culturales están protegidas porque son fundamentales para la identidad humana y, por lo tanto, para la dignidad humana, que a su vez es fundamental para la igualdad. ¿Las prácticas voluntarias son menos una parte de la identidad de una persona o afectan la dignidad humana menos seriamente porque no son obligatorias?" 
En Epic Systems Corp. v.  Lewis (2018), la jueza Ruth Bader Ginsburg disintió y agregó en una de las notas a pie de página que los peticionarios "se enfrentaron a una elección de Hobson: aceptar el arbitraje en los términos de su empleador o renunciar a sus puestos de trabajo". 

## Cultura popular
El cuento de 1996 de Alfred Bester, Hobson Choice, describe un mundo en el que el viaje en el tiempo es posible, y la opción es viajar o permanecer en el tiempo que nos corresponde. 
En The Grim Grotto de Lemony Snicket, se dice que los huérfanos de Baudelaire y Fiona se enfrentan a un Hobson Choice cuando son atrapados por los hongos de micelio de Medusoid en la gruta de Gorgonian: "Podemos esperar hasta que los hongos desaparezcan, o podamos encontrarnos nosotros mismos envenenados".
En el cuento de Bram Stoker "El entierro de las ratas", el narrador informa que tiene un caso de elección de Hobson mientras era perseguido por villanos. La historia fue escrita alrededor de 1874. 
Una conocida línea de la novela de 1835 Le Père Goriot, del novelista francés Honoré de Balzac, es cuando Vautrin le dice a Eugene: "En ese caso, le haré una oferta que nadie rechazaría".  Esto ha sido reelaborado por Mario Puzo en la novela El padrino (1969) y su adaptación cinematográfica (1972); "Le haré una oferta que no puede rechazar", una línea que fue clasificada como la segunda cita cinematográfica más importante en 100 años ... 100 citas de película de AFI (2005) por el American Film Institute . 
The Terminal Experiment, una novela de ciencia ficción de 1995 de Robert J. Sawyer, fue originalmente serializada bajo el título Hobson Choice. 
Half-Life, un videojuego creado en 1998 por Valve Corporation incluye una elección de Hobson en el capítulo final.  Una entidad similar a la humana, conocida solo como el 'Hombre G', le ofrece al protagonista Gordon Freeman un trabajo, trabajando bajo su control.  Si Gordon rechazara esta oferta, lo matarían, creando así la "ilusión de la libre elección". 
En La edición temprana, el personaje principal, Gary Hobson, lleva el nombre de las elecciones que hace regularmente durante sus aventuras. 
En un episodio del inspector George Gently, un personaje afirma que su renuncia fue una elección de Hobson, lo que provocó un debate entre otros agentes de policía sobre quién es Hobson. 
En "Cape May" ( The Blacklist temporada 3, episodio 19), Raymond Reddington describe haber enfrentado una elección de Hobson en el episodio anterior en el que se enfrentó con la opción de salvar al bebé de Elizabeth Keen y perder a Elizabeth Keen o perder a ambas. 
En su novela Job: A Divine Comedy, de 1984, se dice que el protagonista de Robert A. Heinlein tiene una elección de Hobson cuando tiene las opciones de abordar el crucero equivocado o quedarse en la isla. 